# Fort Rodd Hill
Die National Historic Site of Canada Fort Rodd Hill liegt, gemeinsam mit der National Historic Site of Canada Fisgard Lighthouse, am Eingang zum Marinehafen von Esquimalt auf Vancouver Island. Die beiden Bauwerke liegen an der Juan-de-Fuca-Straße und wurden zum Schutz sowie zur Ansteuerung des Hafens, der heutigen CFB Esquimalt, errichtet.

## Lage

Lageplan Fort Rodd Hill und Fisgard Lighthouse

Fort Rodd Hill liegt in Colwood im Capital Regional District. Der Hauptteil der Anlage zieht sich dabei, auf der westlichen Seite der Hafeneinfahrt, einen Hang empor.

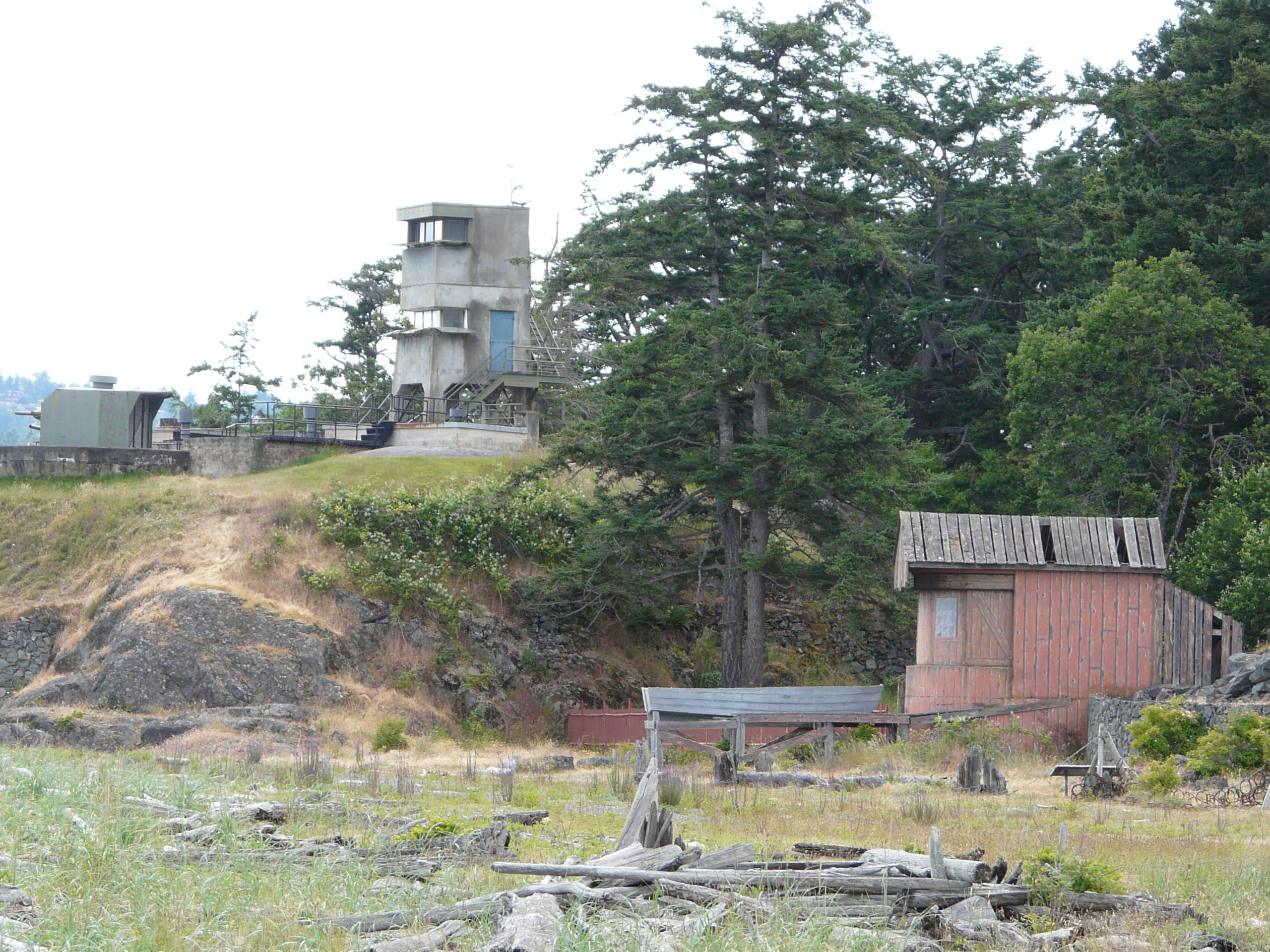
Belmont Batterie und Scheinwerferhaus

Das Fort besteht dabei aus verschiedenen Teilen. Die wesentlichen sind:
- Obere Geschützbatterie
- Untere Geschützbatterie
- Belmont Batterie
- Unterirdisches Fort mit Kasematten, Munitionslagern und Führungs-/Funktionsräumen
- Suchscheinwerfer (getarnt als Fischerhaus)

Die Gesamtanlage wird dabei nicht durch eine umlaufende Mauer oder ähnliches umgeben. Jedoch sind die obere Geschützbatterie sowie die untere Geschützbatterie und das unterirdische Fort jeweils mit einer Mauer umgeben.

## Geschichte
Fort Rodd Hill wurde am 3. November 1958 zur National Historic Site of Canada erklärt.
Das Fort wurde in den Grundzügen in der Zeit von 1890 bis 1898 erbaut. Der durch das Fort geschützte Hafen von Esquimilt war zu dieser Zeit ein wichtiger Stützpunkt der Royal Navy Pazifik Schwadron.
In der Anfangszeit wurde das Fort von britischen Truppen besetzt. Mit dem Abzug der britischen Streitkräfte aus Kanada wurde das Fort im Jahr 1906 an kanadische Truppen übergeben. Dabei wechselte ein Teil der Besatzung von den britischen zu den kanadischen Streitkräften. Die Kanadier hielten das Fort dann bis zur Aufgabe seiner militärischen Nutzung im Jahr 1956 bemannt und bauten es teilweise noch aus oder modernisierten es.
Die verschiedenen Bauwerke stammen dabei aus unterschiedlichen Zeiten. Aus der Anfangszeit des Forts stammen die obere und untere Geschützbatterie, während die Belmont Batterie erst um das Jahr 1900 erbaut wurde. Die Suchscheinwerferanlage gehört zu den letzten Bauwerken, welche in der Zeit um 1940 errichtet wurden.

## Tourismus
Die gesamte Anlage kann heute grundsätzlich besichtigt werden. Zwar können nicht alle Räume betreten werden, jedoch kann in der Gesamtheit der offenen Räume ein guter Einblick in das Objekt gewonnen werden. Die beiden geschichtlichen Monumente Fisgard Lighthouse und Fort Rodd Hill werden hierbei gemeinsam durch Parks Canada gemanagt. Im Rahmen dieser Gesamtnutzung finden auf dem Gelände auch kulturelle Veranstaltungen, wie Konzerte und Shows, statt.
Im Berichtszeitraum 2019/2020 hatte die Anlage mit den beiden Objekten insgesamt 26.820 Besucher.